# Cykelringen
Cykelringen, grundat 1980, är en kedja av cykelbutiker i Sverige. I början av 2012 hade Cykelringen 11 butiker, varav sju stycken i Stockholm, en i Göteborg, Uppsala, Västerås och Örebro. 

## Företagsfakta
Företaget grundades 1980 och vid ingången av år 2012 en av landets största återförsäljare av cyklar och fitnessprodukter enligt egen utsago. Cykelringen säljer för övrigt cykeltillbehör och vintertid även längdskidor, skridskor och vinterleksaker. I Cykelringens butiker finns en cykelverkstad. Cykelringen har under flera år haft en minskande försäljning och den 13 april 2016 inleddes en konkurs.